# Cantonul Pleine-Fougères
Cantonul Pleine-Fougères este un canton din arondismentul Rennes, departamentul Ille-et-Vilaine, regiunea Bretania, Franța.

## Comune
- La Boussac
- Broualan
- Pleine-Fougères (reședință)
- Roz-sur-Couesnon
- Sains
- Saint-Broladre
- Saint-Georges-de-Gréhaigne
- Saint-Marcan
- Sougéal
- Trans-la-Forêt
- Vieux-Viel